# Kostel svatého Martina (Veselá)
Kostel svatého Martina je farní kostel, ležící v obci Veselá (místní část Zašové), asi 4 km jihovýchodně od centra města Valašského Meziříčí v okrese Vsetín. Od 21. května 2003 je stavba chráněna jako kulturní památka pod č. 100284.

## Historie
Předchůdcem dnešního kostela byl roubený svatostánek, postavený roku 1728 nákladem tehdejšího majitele rožnovsko-krásenského panství Františka Ludvíka hraběte ze Žerotína (1682–1731). Na počátku 19. století však již kostel značně zchátral a za faráře Josefa Tomaštíka tak bylo roku 1820 přistoupeno k výstavbě nové budovy. Ta vyrostla zhruba 3,5 km jižněji od původního kostela, který byl definitivně odstraněn 3. září 1821. Za stavitele zděného objektu byl vybrán krajský stavitel Vincenc Aulegg z Hranic, na práci zedníků dohlížel Johann Wrana z Jistebníku u Ostravy. Ke slavnostní benedikci nového kostela došlo v neděli 16. září 1821, přičemž poslední stavební práce byly dokončeny o měsíc později.
V průběhu 19. století by kostel několikrát upravován, doplňoval se jeho mobiliář, malovaly fasády a prováděly pravidelné opravy. Interiéry byly vyzdobeny obrazy z dílny malíře Ignáce Bergera (1822–1901), který roku 1882 vyhotovil i nový oltářní obraz, zachytávající sv. Martina s žebrákem. Na sklonku roku 1887 byla z věže snesena báně s křížem, která musela být opravena, protože hrozilo její zřícení. Dne 13. července 1894 navštívil kostel olomoucký arcibiskup Theodor Kohn, jenž provedl vizitaci farnosti a na faře přijímal delegace z přifařených obcí.
Počátkem 20. století nahradila šindelovou střechu krytina z glazované pálené tašky, upravena byla opět kostelní báně a na podlahu položili šamotovou dlažbu. Během první světové války byly pro vojenské účely rekvírovány kostelní zvony a došlo k odstranění barokních varhan, které v 80. letech 18. století přivezl z Velehradu první veselský duchovní Jan Nepomuk Weiser, někdejší velehradský cisterciák. V roce 1903 byl na kostelním hřbitově pohřben JUDr. Alois Mikyška (1831–1903), dlouholetý starosta města Valašského Meziříčí, jehož výrazný, ale jinak neoznačený náhrobek stojí jižně od kostelní budovy.
Za druhé světové války, roku 1942, byly zvony zrekvírovány znova. Poslední velká rekonstrukce svatostánku byla uskutečněna v roce 2021.

## Architektura
Kostel sv. Martina ve Veselé byl zbudován jako jednolodní stavba obdélného půdorysu, bez výrazného dekoru fasád s odsazeným presbytářem a průčelní hranolovou věží, kterou dříve prosvětlovalo vysoké okno, dnes zazděné. Po obou stranách kostelní lodě jsou situována dvě segmentově zakončená pravoúhlá okna. Vstup do chrámu umožňují dva portály, jeden na severní a druhý na západní straně. Typově je veselský kostel podobný kostelu sv. Bartoloměje v blízké Růžďce, který byl vystaven o třináct let dříve.

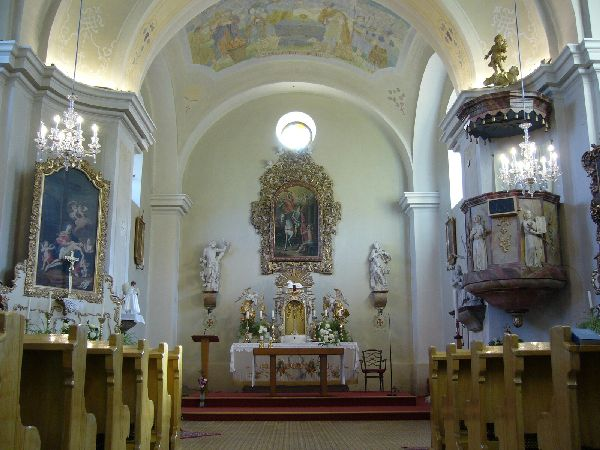
Interiér veselského kostela sv. Martina

Interiéru dominují podpěrné pilíře s profilovanou římsou s nízkým hladkým kládím, nesoucím plackové klenby. Fresková či ornamentální výzdoba je patrná pouze na klenbách. Součástí kostelního interiéru je rovněž hudební kruchta s varhany.